# 上海世博展览馆
31°11′04″N 121°29′07″E / 31.1845357°N 121.4852715°E
上海世博展览馆在2010年上海世博会召開期間是中国2010年上海世界博览会主题馆，是2010年上海世博会的永久性展馆之一，位于世博园区B片区世博軸西侧，地上面积80000平方米，地下面积40000平方米。主题馆于2007年11月10日开工建设，并于2009年9月28日正式竣工。主题馆也是世界博览会历史上最大的展馆。

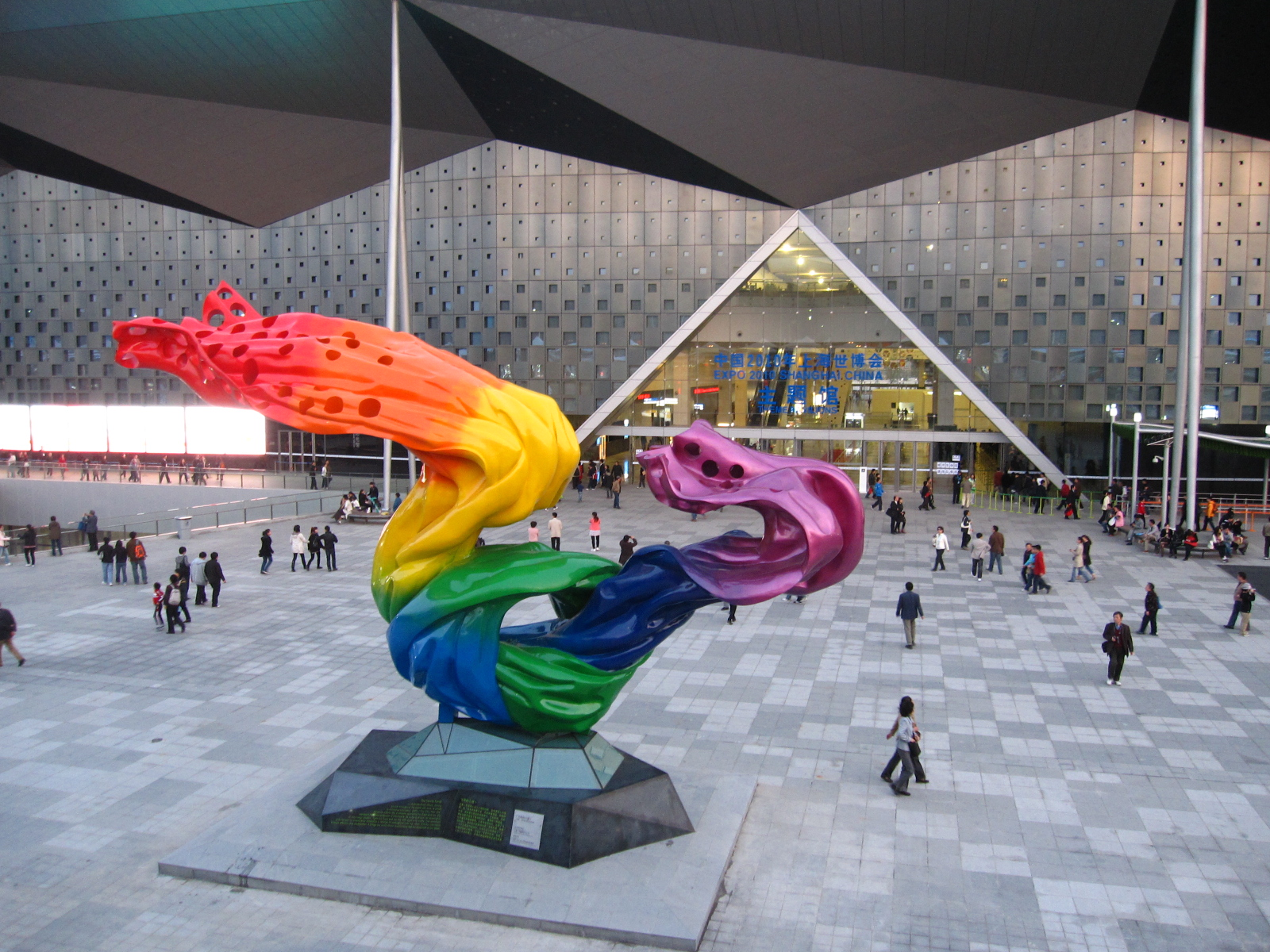
主题馆前的“飞翔的心愿”志愿者雕塑

## 世博會期間
世博會期間，主题馆分为城市人馆、城市生命馆、城市地球馆、城市未来馆和城市足迹馆五大展馆，以体现人、城市与地球间的相互融合。其中，城市未来馆和城市足迹馆位于浦西园区。主题馆的外观应用了里弄、老虎窗的构思，并通过折纸的手法进行立体的建构。

## 世博會後
2011年3月16日，上海世博会主题馆更名为上海世博展览馆，成為一個會展場館，并迎来了首场展览。